# Cementerio de Montparnasse

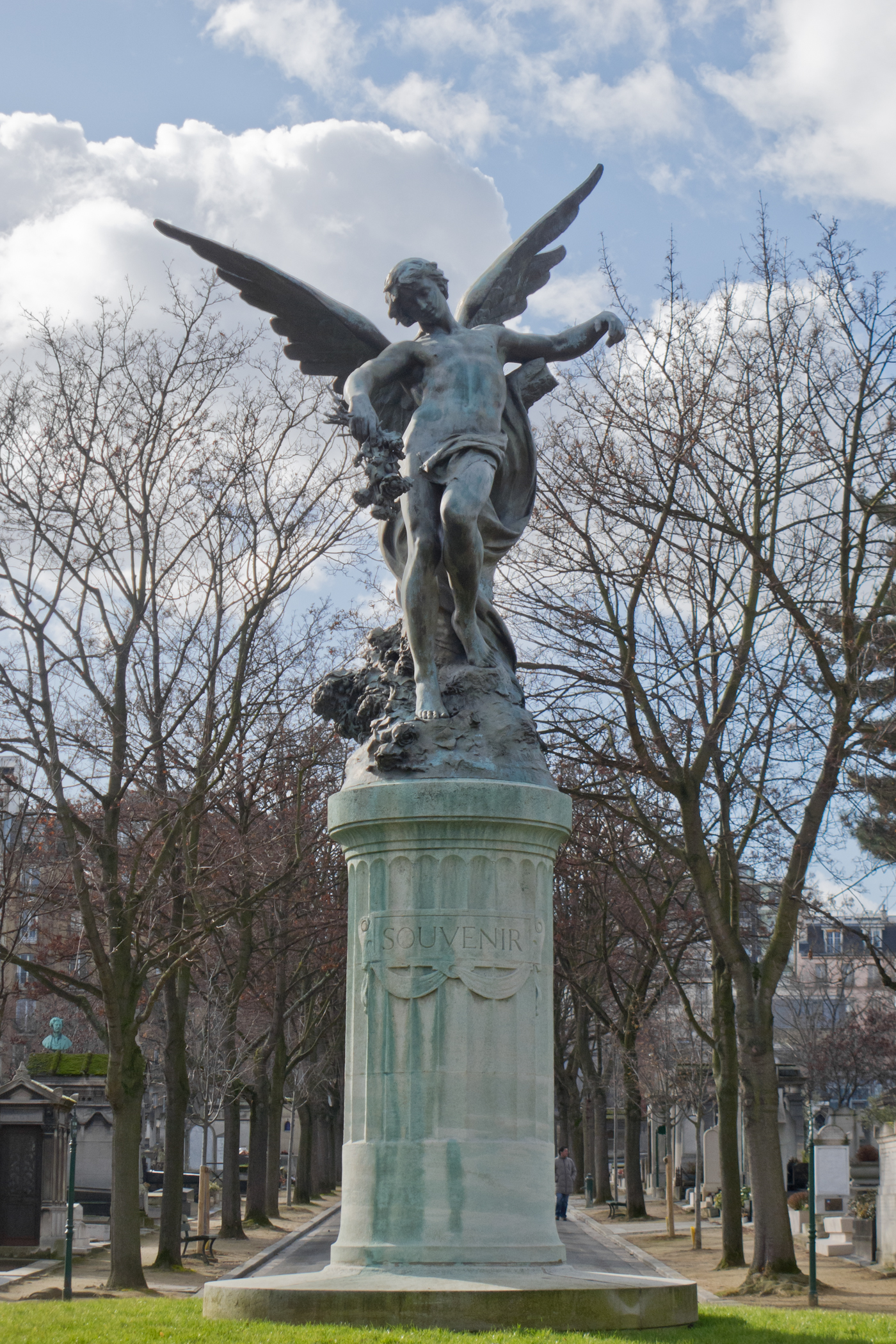
Génie du sommeil éternel, escultura de Horace Daillion.

El Cementerio de Montparnasse (en francés: Cimetière du Montparnasse) es un cementerio ubicado en el barrio de Montparnasse, París, Francia, en el número 3 del bulevar Edgar Quinet; ocupa 19 hectáreas. Se sitúa en el barrio de Montparnasse, (derivado de Monte Parnaso), uno de los lugares imprescindibles de la bohemia parisina.
Creado a partir del terreno que ocupaban tres granjas en 1824, el cementerio fue originalmente conocido como Le Cimetière du Sud (Cementerio del Sur). En París habían sido prohibidos los cementerios dentro de la ciudad desde el cierre del Cimetière des Innocents (Cementerio de los Santos Inocentes) en 1786 por motivos de salubridad. A principios del siglo XIX, muchos nuevos cementerios en los alrededores de la capital francesa fueron sustituyendo a los del interior, como el de Montparnasse al sur.
La fama del Cementerio de Montparnasse se debe a que en él descansan los restos de muchos grandes intelectuales y artistas, franceses y extranjeros, entre ellos Philippe Noiret, actor francés de teatro y cine; la actriz de Hollywood dominicana María Montez "La Reina del Technicolor"; Julio Ruelas, artista y grabador simbolista; Jesús Soto, artista cinético venezolano; Óscar Domínguez, pintor surrealista español; Pierre-Joseph Proudhon, pensador anarquista; Tristan Tzara, poeta y representante del dadaísmo; Charles Baudelaire, autor de Las flores del mal; Samuel Beckett, escritor irlandés ganador del Premio Nobel de Literatura; y cerca de él, Georges Schehadé, poeta y dramaturgo libanés; Eugène Ionesco, dramaturgo rumano; y el artista argentino Sergio de Castro. Asimismo, se encuentran en este cementerio parisino los filósofos existencialistas franceses Jean Paul Sartre y Simone de Beauvoir; Marguerite Duras, escritora; Julio Cortázar, escritor argentino; César Vallejo, poeta peruano; Carlos Fuentes, escritor mexicano. Junto a varios políticos tanto internacionales como Santiago Casares Quiroga, presidente del Consejo de Ministros de España al comienzo de la guerra civil o Porfirio Díaz y Juan Bautista Ceballos, presidentes de México; como políticos nacionales como Jacques Chirac, presidente de la República Francesa, el político y banquero  Raphaël Bischoffsheim entre otros.